# Caroline Haslett

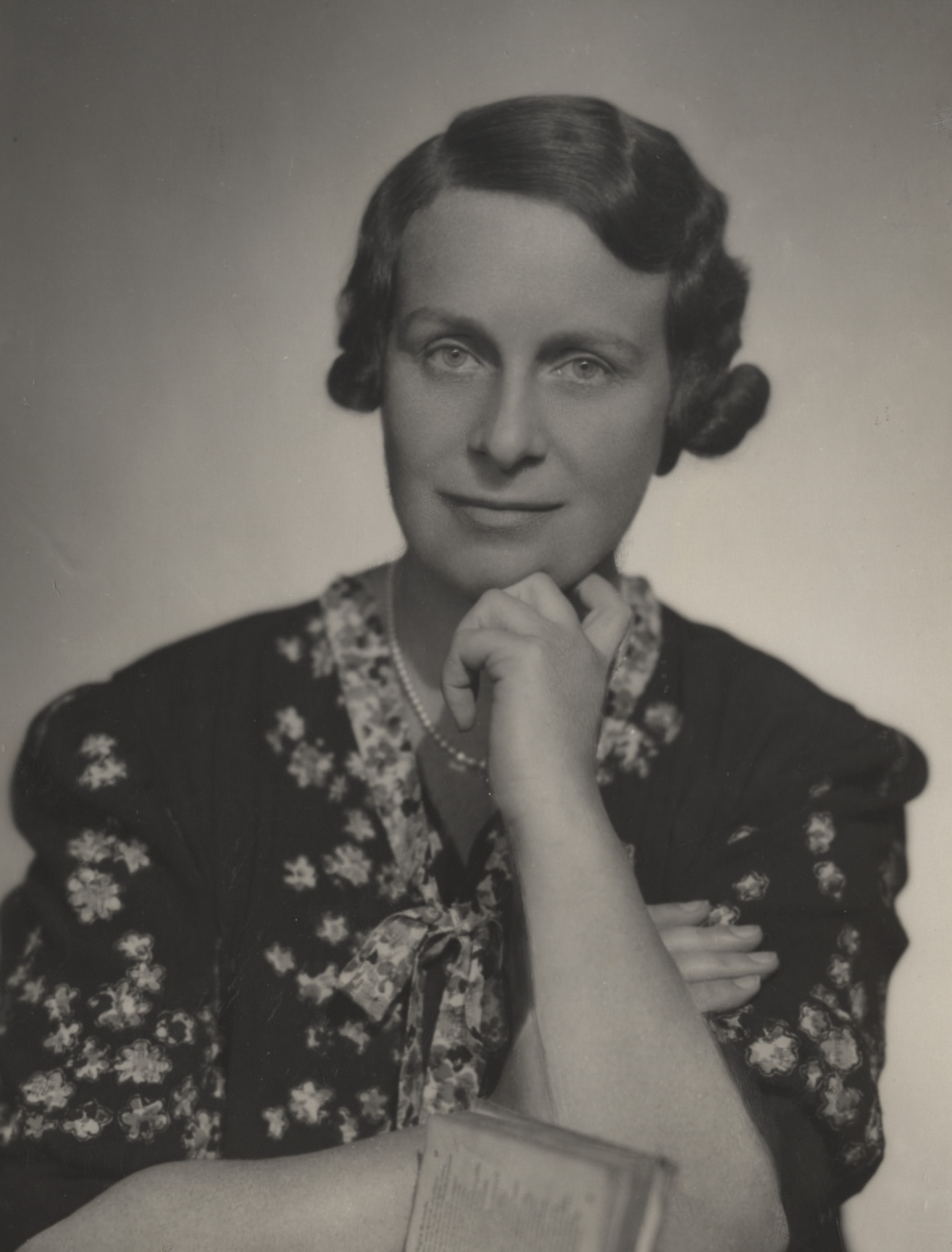
Caroline Haslett, um 1925

Dame Caroline Haslett (* 17. August 1895 in Worth (West Sussex); † 4. Januar 1957 in Bungay, Suffolk) war eine britische Elektro-Ingenieurin und Gründerin der britischen Women’s Engineering Society (WES).

## Lebenslauf
Sie war die älteste Tochter von Robert und Caroline Sarah Haslett. Ihr Vater war Signalmonteur bei der Eisenbahn und Aktivist der Genossenschaftsbewegung. Nach dem Abschluss der High School begann Caroline Haslett als Sekretärin in einer Maschinenbaufirma zu arbeiten. Auf eigenen Wunsch wurde sie während des Ersten Weltkriegs in die Produktion versetzt. Ihr dort erworbenes Wissen nutzte sie, um einen Abschluss als Ingenieurin zu machen. Später qualifizierte sie sich zur Elektroingenieurin.
1919 gründete Haslett die Women’s Engineering Society (WES) und wurde deren erste Geschäftsführerin. Ihr Ziel war eine professionelle Ausbildung der Frauen im Ingenieurberuf. Sie initiierte die Zeitschrift der Society, The Woman Engineer, und gab diese über viele Jahre heraus.
Im Jahr 1924 war sie Gründerin und bis 1956 Direktorin der Electrical Association for Women, die sich zu einer Organisation mit über 90 Zweigstellen im ganzen Land und zehntausend Mitgliedern entwickelte. Im Jahr 1930 erfolgte ein Treffen mit Albert Einstein auf der Welt-Energie-Konferenz (World Power Conference) in Berlin, der Besuch führte zur Gründung des Deutschen-Frauen-Ingenieurs-Vereins.
Beim Treffen 1936 mit Henry Ford im Edison Museum und in Tennessee Valley war sie überrascht, dass der Gebrauch der Elektrizität in den USA weniger fortgeschritten war als in England. Caroline Haslett war beeinflussende Befürworterin der Rolle der Elektrizität bei der Vereinfachung der Hausarbeit.

## Ehrungen
1931 wurde Haslett zum Commander des Order of the British Empire und 1947 zur Dame Commander des Order of the British Empire ernannt.
Im Frühjahr 2019 wurde anlässlich des 100-jährigen Jubiläums ein Caroline Haslett Memorial Project in Three Bridges (ein Nachbarort ihres Geburtsortes) veranstaltet.
Nach ihr wurde eine Grundschule benannt, die Caroline Haslett Primary School in Milton Keynes, Buckinghamshire.